# باتريك هيرمان
باتريك هيرمان (بالألمانية: Patrick Herrmann) وهو لاعب كُرة قدم ألماني في مركز الوسط الهجومي و كذلك في مركز الجناح علي الاطراف ولد في يوم 12 فبراير 1991 في مدينة ساربروكن في ألمانيا وهو يلعب حالياً مع بوروسيا مونشنغلادباخ ولعب مع نادي ساربروكن لكرة القدم.

## مسيرته الكروية
لعب باتريك هيرمان خلال مسيرته الاحترافية مع ناديين في اثنا عشر موسمًا وسجل خلالها 46 هدفًا ضمن 283 مباراة. ولم يفز بأي موسم بالكأس أو بالدوري.
خاض باتريك هيرمان مسيرته مع نادي بوروسيا مونشنغلادباخ في موسم 2009–10 ليلعب معه أحد عشر موسمًا، مشاركًا في 272 مباراة سجل خلالها 46 هدفًا.

## روابط خارجية
- باتريك هيرمان على موقع الاتحاد الدولي (مؤرشف)  (الإنجليزية)
- باتريك هيرمان على موقع الاتحاد الأوربي (الإنجليزية)
- باتريك هيرمان على موقع قاعدة بيانات كرة القدم.إي يو (الإنجليزية)
- باتريك هيرمان على موقع بيانات كرة القدم. دي إي (الألمانية)
- باتريك هيرمان على موقع ناشيونال فوتبول تيمز (الإنجليزية)
- باتريك هيرمان على موقع Soccerway.com (الإنجليزية)
- باتريك هيرمان على موقع عالم كرة القدم.نت (الإنجليزية)
- باتريك هيرمان على موقع AS.com (الإسبانية)